# Велики шнауцер
Велики шнауцер или рајзеншнауцер је највећа раса паса из групе шнауцера.
Име долази од рајзен (немачки: „џиновски“) и шнаузе (немачки: „њушка“).
Расу признају ФЦИ, АКЦ, УКЦ, КЦГБ, ЦКЦ, АНКЦ, НКЦ, НЗКЦ, АПРИ, АЦР, ДРА, НАПР, ФДСБ, АФ, ЦКЦ.

## Историја расе
Велики шнауцери су потомци великих, чупавих паса који су живели у пољопривредним регионима између Виртемберга и Баварске. Први помен паса ове врсте у историјским документима датира из 15. века.
Према савременим стручњацима, садашња раса великог шнауцера је заснована на овчарским псима, средњим шнауцерима и сродницима садашњег Боувиер дес Фландерс. Све до 19. века, главна функција ових паса била је чување стоке, посебно терање великих стада стоке.
Захваљујући овој употреби, ови пси су постепено постали распрострањени широм немачких земаља.
Такође, преци савремених џиновских шнауцера коришћени су као ловачки пси за лов на дивље свиње. Захваљујући томе, чувани су, између осталог, на краљевском двору Баварске. На пример, познато је да су ови пси били у чопору принцезе Елизабете од Баварске, која је касније постала аустријска царица.
Након што су постали широко распрострањени у својој домовини, ови пси су постепено почели да се користе не само као пастирски пси, већ и као пси чувари, укључујући и чување кафана и пивница. Захваљујући овој епизоди у својој каријери, ови пси су у једном тренутку имали друго име, сада застарело - пивски шнауцери (биршнауцери). Ово име је било толико чврсто везано за њих да су под именом Биршнауцери први пут представљени на изложби паса у Минхену 1909. године.
Први стандард расе за џиновске шнауцере усвојен је годину дана након ове изложбе, 1910. године. У то време, поред сада већ прихваћених црних боја и боја соли и бибера, прихватљивим су се сматрале и пшеничне и пепељасте боје. Они су искључени из стандарда шнауцера тек 1925. године.
Почетком 20. века, након њиховог признања на изложби, џиновски шнауцери су почели да стичу популарност као полицијски радни пси. Такође су активно коришћени током Првог светског рата како у оружаним снагама њихове домовине Немачке, тако и у трупама земаља Антанте, где су до тада ови пси постали широко распрострањени.
Гигантски шнауцери су донети у Америку после Првог светског рата, али су све до 30-их година двадесетог века остали ретки на америчком континенту. Ови пси су добили признање од Америчког кинолошког клуба (АКЦ) тек 1930. године. Радећи на препознавању расе, стручњаци за псе су приметили добру подобност ових паса за полицијску службу, након чега су џиновски шнауцери почели да постају распрострањени у САД.
Ова раса је почела да добија признање од међународних кинолошких клубова ближе средини 20. века. Уједињени кинолошки клуб (УКЦ) је први признао џиновског шнауцера 1948. године. Раса је добила признање од Међународне кинолошке федерације (ФЦИ) 1955. године.
У Совјетском Савезу, први представници ове расе почели су да се појављују након Првог светског рата, али у том периоду нису успели да постану распрострањени. Узгој паса ове расе у ресорним расадницима („Црвена звезда“ итд.) почео је тек после Другог светског рата, када је велики број трофејних паса ове расе донет у Совјетски Савез.
У послератној кинологији, џиновски шнауцери нису били само активно коришћени за војну службу, већ су били и основа неколико раса створених у Русији. Конкретно, крв џиновских шнауцера постала је део таквих раса као што су руски црни теријер и московски ронилац.
Од средине 1990-их, џиновски шнауцери су постали распрострањени не само у услужним одгајивачницама, већ иу приватном узгоју паса. Ово је почело након што су штенци из европских расадника почели да се активно увозе у земљу, пси су били више оријентисани на кућно држање.
У данашње време (2000-те) пси ове расе у Европи се и даље активно користе као службени полицијски пси. Такође су једни од најчешћих паса за службену обуку (Европски систем обуке заштитних паса ИПО и др.), као и за учешће у војним парадама. По распрострањености су на другом месту после немачких и белгијских овчара.

## Изглед
Пас који има све карактеристике заштитника, чији изглед изазива осећај поштовања. Квадратни формат, висина гребена је директно пропорционална дужини тела. Однос дужине главе (од врха носа до потиљка) и дужина горње линије (од гребена до основе репа) је приближно 1:2.
Лобања је јака, дугуљаста, потиљачна избочина није јако изражена. Величина главе одговара укупној величини пса. Чело је равно, паралелно са мостом носа, без бора. Прелаз са чела на њушку („стоп“) је добро дефинисан и наглашен густим обрвама. Нос је велики, добро развијен и увек црн. Њушка је клинастог облика, равномерно се сужава од очију до носа. Мост носа је раван. Усне су црне, припијене, суве. Чељусти су јаке. Маказасти ујед, зуби чисти, бели, комплетни (42 зуба по зубној формули), добро повезани. Мишићи доње вилице и јагодице су веома добро развијени, али не би требало да ометају правоугаони облик главе, укључујући и браду. Очи су средње величине, овалног облика, равно постављене, тамне, живог израза. Капци су суви и припијени. Уши су високо постављене, висе на хрскавицама, у облику слова "В"; Углови ушију су уз јагодице. Гарнитура за уши је симетрична; усмерени су напред. Линије прегиба су паралелне и налазе се на нивоу горње линије лобање. Задњи део главе је снажан, мишићав и благо закривљен. Врат је снажан, пропорционалан телу пса, широк, хармонично се улива у гребен, са добром избоченошћу, што му даје елеганцију. Кожа на грлу је добро затегнута, сува, без подмазивања.
Горња линија је благо нагнута од гребена до основе репа. Гребен је највиша тачка тела пса. Леђа су јака, издржљива, кратка. Слабине су кратке и јаке. Кратка удаљеност између последњег ребра и кука даје псу компактан изглед. Сапи су благо заобљене према основи репа. Груди су умерено широке, овалног облика, дубоке, а гледано из профила досежу до лактова. Грудна кост вири напред изван линије раменог зглоба. Стомак је умерено увучен и формира лепу закривљену линију дуж целог тела пса. Реп је природан, није купиран.
Гледано с предње стране, предње ноге су равне и паралелне, не превише близу једна другој, подлактице су равне. Лопатице су равне, са добро развијеним еластичним мишићима, због чега стрше изнад кичме у торакалном пределу и постављене су под углом од 50 степени у односу на хоризонт. Кости хумеруса чврсто пристају уз тело, са добро развијеним мишићима, формирајући угао од приближно 95-105 степени у односу на лопатице. Лактови су чврсто притиснути на груди, нису окренути ка споља, али нису увучени испод. Гледано са било које стране, подлактице су равне, добро развијене и мишићаве. Зглобови су јаки и издржљиви, благо се истичу на позадини подлактица. Дошаља равна, вертикално постављена када се гледају напред; у профилу - благо нагнуто; јака и еластична. Шапе су кратке и заобљене, прсти су скупљени у густу лопту („мачја шапа“), канџе су кратке и тамне; Јастучићи на шапама су тврди.
Задње ноге, када се гледају у профилу, налазе се под углом када се гледају сприједа, оне су равне, паралелне и нису преблизу једна другој. Бутина је умерено дуга, широка, снажна и мишићава. Колено није ни окренуто ни унутра. Поткољенице су дугачке и снажне, жилаве, преливају се у јаке скочне зглобове. Скочни зглоб је снажан, стабилан, добро закривљен, не окреће се ни унутра ни напоље. Метатарзуси су кратки, смештени окомито на тло. Прсти су кратки, скупљени у чврсту лопту; канџе црне, кратке.
Кожа је затегнута по целом телу. Длака је тврда, жилава и густа. Састоји се од унутрашњег слоја - густе поддлаке и спољашње, штитне длаке, чврсто прилегајуће по целом телу, средње дужине. Заштитна длака је груба и тврда, треба да буде довољне дужине да се утврди њена структура, а не рашчупана или таласаста. Крзно на другим деловима тела може имати мање грубу текстуру. Длака на челу и ушима је нешто краћа него на телу. Типичном одликом расе сматра се дужа длака на лицу, у облику браде и чупавих обрва, благо висе преко очију. Боја је чисто црна са црном подлаком.
Висина у гребену мужјака и женки је од 60 до 70 цм. Тежина је од 35 до 47 кг.

## Темперамент и карактер
Џиновски шнауцери се одликују уравнотеженим карактером и активним темпераментом. Ови пси су склони активном истраживању света, радознали су и показују активно интересовање за посао. Важна карактеристика развоја великих шнауцера је да се потпуно психичко сазревање код њих јавља прилично касно, у доби од две године. Од тада се ови пси могу у потпуности користити у раду. Међутим, обуку и социјализацију штенета треба започети у што ранијој доби.
Савремени велики шнауцери су високо оријентисани на човека, друштвени и нису склони испољавању неосноване агресије.
Пси ове расе имају добро развијен заштитни инстинкт, који се протеже и на заштиту људи и на заштиту територије.